# Jaap Stam
Jakob Stam (* 17. července 1972 Kampen, Nizozemsko) je bývalý nizozemský fotbalový obránce, který je fotbalovým fanouškům znám pod jménem Jaap Stam. Po ukončení profesionální kariéry pracoval pro anglický klub Manchester United FC jako vyhledávač talentů v Jižní Americe. V současnosti je asistentem trenéra Arta Langelera v nizozemském klubu FC Zwolle (dříve zde působil jako hráč).

## Klubová kariéra
Svoji fotbalovou kariéru zahájil v amatérském klubu DOS Kampen. V roce 1992 zažil svůj profesionální debut v dresu FC Zwolle. Průlom v kariéře nastal v sezóně, kdy hrál za Willem II Tilburg. Šokující vítězství 1:0 nad Ajaxem zařídilo stěhování Jaapa Stama do PSV.
O dva a půl roku později se stal nejdražším nizozemským hráčem a obráncem v historii. Tehdy za něj Manchester United zaplatil 10,5 milionů liber. Během tří let, kdy Stam v Manchesteru působil, vyhrál anglickou ligu, FA Cup a UEFA Champions League
Během sezóny 2001/02 byl kontroverzně prodán do Lazia Řím za 16,5 milionu liber. Údajně byl prodán kvůli výrokům ve své knize na hlavu trenéra Manchesteru United Alexe Fergusona.
Během působení v Laziu byl usvědčen z používání dopingu, konkrétně z užívání nandrolonu a dostal od dopingové komise pětiměsíční zákaz, který mu byl po odvolání zkrácen na čtyři měsíce.
30. ledna 2006 oznámil, že se hodlá vrátit do Nizozemska a hrát tamější ligu Eredivisii. Dvouletou smlouvu podepsal v Ajaxu. Pro mnohé to bylo překvapivé rozhodnutí, jelikož se čekalo, že se vrátí do některého ze svých někdejších klubů PSV nebo SC Heerenveen.

### Přestupy
- z Willem II Tilburgu do PSV Eindhoven za 1 500 000 eur [zdroj?]
- z PSV Eindhoven do Manchesteru United za 17 000 000 eur [zdroj?]
- z Manchesteru United do Lazia Řím za 25 750 000 eur [zdroj?]
- z Lazia Řím do AC Milan za 10 500 000 eur [zdroj?]
- z AC Milan do AFC Ajax za 3 000 000 eur [zdroj?]

### Klubové statistiky
| Klub              | Sezóna  | Liga   | Liga | Pohár  | Pohár | LM či EL | LM či EL | Celkem | Celkem |
| Klub              | Sezóna  | Zápasy | Góly | Zápasy | Góly  | Zápasy   | Góly     | Zápasy | Góly   |
| ----------------- | ------- | ------ | ---- | ------ | ----- | -------- | -------- | ------ | ------ |
| FC Zwolle         | 1992/93 | 32     | 1    | ?      | ?     | ?        | ?        | ?      | ?      |
| SC Cambuur        | 1993/94 | 33     | 1    | ?      | ?     | ?        | ?        | ?      | ?      |
| SC Cambuur        | 1994/95 | 33     | 2    | ?      | ?     | ?        | ?        | ?      | ?      |
| Willem II Tilburg | 1995/96 | 19     | 1    | ?      | ?     | ?        | ?        | ?      | ?      |
| PSV Eindhoven     | 1996    | 14     | 1    | ?      | ?     | ?        | ?        | ?      | ?      |
| PSV Eindhoven     | 1996/97 | 33     | 7    | ?      | ?     | ?        | ?        | ?      | ?      |
| PSV Eindhoven     | 1997/98 | 29     | 4    | ?      | ?     | ?        | ?        | ?      | ?      |
| Manchester United | 1998/99 | 30     | 1    | 7      | 0     | 13       | 0        | 50     | 1      |
| Manchester United | 1999/00 | 33     | 0    | 0      | 0     | 14       | 0        | 47     | 0      |
| Manchester United | 2000/01 | 15     | 0    | 1      | 0     | 6        | 0        | 22     | 0      |
| Manchester United | 2001    | 1      | 0    | 0      | 0     | 0        | 0        | 1      | 0      |
| Lazio Řím         | 2001/02 | 13     | 1    | ?      | ?     | ?        | ?        | ?      | ?      |
| Lazio Řím         | 2002/03 | 28     | 0    | ?      | ?     | ?        | ?        | ?      | ?      |
| Lazio Řím         | 2003/04 | 29     | 2    | ?      | ?     | ?        | ?        | ?      | ?      |
| AC Milan          | 2004/05 | 17     | 0    | 2      | 0     | 8        | 1        | 28     | 1      |
| AC Milan          | 2005/06 | 25     | 1    | 3      | 0     | 9        | 1        | 37     | 2      |
| AFC Ajax          | 2006/07 | 25     | 1    | ?      | ?     | ?        | ?        | ?      | ?      |
| AFC Ajax          | 2007/08 | 6      | 0    | ?      | ?     | ?        | ?        | ?      | ?      |
| Celkově           | Celkově | 415    | 23   | ?      | ?     | ?        | ?        | ?      | ?      |

## Reprezentační kariéra
Debutoval v dresu nizozemské fotbalové reprezentace 24. dubna 1996. Nakonec za reprezentaci odehrál 67 utkání a vstřelil 3 góly. Do povědomí fanoušků se zapsal v národním dresu mj. tím, že v důležitých zápasech často neproměnil penaltu.[zdroj?] Ani na Mistrovství světa v roce 1998 a Euru 2000.
Reprezentační kariéru ukončil po Euru 2004 v Portugalsku s tím, že se chce věnovat své rodině a klubové kariéře.

### Reprezentační góly
Góly Jaapa Stama za reprezentační A-mužstvo Nizozemska
| Gól | Datum        | Stadion                                   | Soupeř | Skóre (min.) | Výsledek | Soutěž                 |
| --- | ------------ | ----------------------------------------- | ------ | ------------ | -------- | ---------------------- |
| 010 | 06. 9. 1997  | Feijenoord Stadion, Rotterdam, Nizozemsko | Belgie | 01:0 0(32.)  | 3:1      | kvalifikace na MS 1998 |
| 02  | 10. 10. 1998 | Philips Stadion, Eindhoven, Nizozemsko    | Peru   | 01:0 0(57.)  | 2:0      | přátelské utkání       |
| 03  | 13. 11. 1999 | Philips Stadion, Eindhoven, Nizozemsko    | Česko  | 01:0 0(59.)  | 1:1      | přátelské utkání       |

Zápasy Jaapa Stama v A-mužstvu nizozemské reprezentace
| Rok    | Zápasy | Góly |
| ------ | ------ | ---- |
| 1996   | 4      | 0    |
| 1997   | 6      | 1    |
| 1998   | 14     | 1    |
| 1999   | 4      | 1    |
| 2000   | 8      | 0    |
| 2001   | 7      | 0    |
| 2002   | 5      | 0    |
| 2003   | 9      | 0    |
| 2004   | 10     | 0    |
| Celkem | 67     | 3    |

## Úspěchy

### Klubové
- 1× vítěz nizozemské ligy (1996/97)
- 3× vítěz Premier League (1998/99, 1999/00, 2000/01)
- 2× vítěz nizozemského poháru (1996, 2007)
- 1× vítěz FA Cupu (1999)
- 1× vítěz italského poháru (2004)
- 5× vítěz nizozemského Superpoháru (1996, 1997, 1998, 2006, 2007)
- 1× vítěz italského superpoháru (2004)
- 1× vítěz Ligy mistrů UEFA (1998/99)
- 1× vítěz Interkontinentální pohár (1999)

### Reprezentační
- 1× na MS (1998)
- 3× na ME (1996, 2000 – bronz, 2004 – bronz)

### Individuální
- 1× nizozemský fotbalista roku (1997)[4][5]
- 2× nejlepší obránce UEFA (1998/99, 1999/00)
- PFA All Stars Team (Professional Footballers' Association Team of the Year) (1999, 2000, 2001)
- ESM All Stars Team (1999)